# Alexandre Dagneau Douville
Ne doit pas être confondu avec Pierre Douville ou Douville (enseigne).
Pour les articles homonymes, voir Douville (homonymie).
Alexandre Dagneau Douville (ou d'Ouville ou d'Agneau d'Ouville ou d'Aigneau Douville) (30 mai 1698 à Sorel au Québec (Canada) - 7 novembre 1774 à l'Hôtel-Dieu de Montréal,) était officier dans les troupes de la Marine, interprète et trafiquant de fourrures.
Les archives des mémoires de George Washington font référence à un certain Alexandre Dagneau Douville, enseigne en second. Ce ne peut pas être le même, car le Douville en question est mort en 1756 lors d'un conflit avec une milice de Virginiens en Pennsylvanie.

## Biographie
Alexandre Dagneau Douville était le fils de Michel Dagneau Douville et de Marie Lamy.
« Le 7 août 1730, à Montréal, il s’alliait à une famille en vue dans la traite des fourrures en épousant Marie Coulon de Villiers, fille de Nicolas-Antoine Coulon de Villiers, père. Trois ans plus tard, il était présent à un affrontement entre les Sauks et les Renards, près de Baie-des-Puants, et fut témoin de la mort de son beau-père et d’autres membres de sa parenté [cf. Nicolas-Antoine Coulon de Villiers, fils]. »

### Descendants
« Alexandre eut au moins cinq enfants, dont deux fils qui furent tués pendant la guerre de Sept Ans. Un troisième fils, Alexandre-René, fit une carrière d’officier aux Antilles ; à sa mort, en 1789, il était à la retraite comme lieutenant-colonel d’infanterie et il avait été créé Chevalier de Saint-Louis. » La généalogie Noblesse québécoise lui donne six enfants.

### Traite au Canada: une tradition familiale et un réseau considérable
« Alexandre Dagneau Douville était âgé de 18 ans quand il débuta dans la traite des fourrures. Au cours des 15 années qui suivirent, il allait mener un trafic
considérable chez les Miamis, tout en faisant du service comme cadet dans les troupes de la Marine et en effectuant quelques voyages de traite occasionnels au fort des Sables (Irondequoit, New York), à Baie-des-Puants (Green Bay, Wisconsin) et à fort Michilimakinac (Mackinaw City, Michigan). »
« Le réseau de traite de Dagneau Douville était parmi les plus considérables de la Nouvelle-France. Louis-Césaire Dagneau* Douville de Quindre, Guillaume Dagneau Douville de Lamothe et Philippe Dagneau Douville de La Saussaye furent aussi des trafiquants éminents dans l’Ouest et, comme leur frère, ils s’allièrent à des familles qui poursuivaient les mêmes intérêts qu’eux. »
En 1716, lui et son frère Jean font une première  visite  au lac  Ontario afin de commercer  avec  les  Iroquois. En  1720, ils établissent  le  premier  poste  de  traite  près  de  la rivière  Toronto (Humber)
.

### Une carrière d'officier

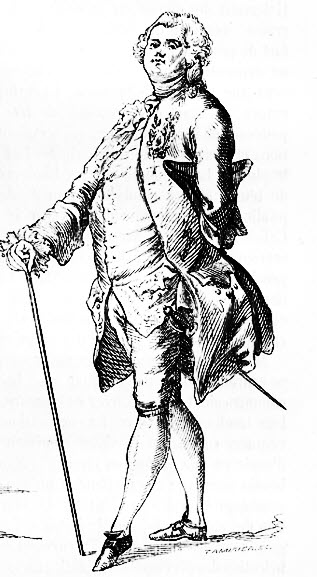
Prétendu portrait de Bigot

« On se proposait de nommer Dagneau enseigne en second en 1734, mais le ministre de la Marine le confondit avec son frère, Philippe Dagneau Douville de La Saussaye et une commission corrigée ne fut émise qu’en 1736. Cette année-là, Dagneau servait à titre d’officier et d’interprète au fort Frontenac (Kingston, Ontario) ; en 1739, il fut chargé de porter à Détroit des présents destinés aux Outaouais. Deux ans plus tard, il était promu enseigne en pied. Après avoir de nouveau servi au fort Frontenac en 1743, Dagneau fut envoyé au fort des Miamis (probablement Fort Wayne, Indiana, ou tout près) au printemps de 1746, afin d’escorter jusqu’à Montréal des représentants miamis. La menace d’un soulèvement général des Indiens dans l’Ouest [cf. Orontony] et la nouvelle qu’un parti de guerre agnier était au portage du Niagara l’empêchèrent de conduire la délégation au-delà de Détroit, et, en son absence, les Miamis pillèrent le poste. L'Intendant Bigot lui obtint par la suite 300 livres en compensation pour les marchandises qu’il y avait perdues.»

### Retraite
Les archives de la marine mentionnent son service :Douville (Alexandre), enseigne en second en Canada (1734), enseigne en pied (1741), lieutenant (15 avril 1750), retiré avec le grade et les appointements de capitaine réformé (17 mars 1756).
Le 17 mars 1756, il se retira comme capitaine réformé et vécut sur les terres de sa famille, à Verchères.

## L'affaire du Canada
« En 1763, Dagneau fut l’une des 55 personnes accusées de mauvaise administration dans l'Affaire du Canada.  Bien qu’il fût sommé, à Paris, de comparaître devant le Châtelet, il ne s’y rendit pas. La cour décida d’attendre de plus amples renseignements à son sujet et l’issue de ce procès n’est pas connue avec certitude. Ce cas de mauvaise gestion différait fort peu, sans aucun doute, de ceux qui mettaient en cause des officiers de la « frontière » ; leur situation militaire leur donnait l’occasion de s’adonner au commerce, très souvent illicite. »

## Distinctions
« S’il ne s’était pas distingué d’une façon particulière, Dagneau avait néanmoins connu une bonne carrière militaire. Il ne participa à aucune bataille d’importance, mais sa contribution, il l’apporta grâce à sa connaissance des langues et des coutumes des Indiens, en particulier celles des Iroquois et des Miamis. »

## Hommages
À Toronto, au  sud de  la  rue  Front  et  à  l’ouest  de  la  rue  Parliament, la petite artère Douville Court rappelle ce militaire de la Nouvelle-France.